# Aechmea froesii
Espèce
Classification phylogénétique
Aechmea froesii est une espèce de plantes de la famille des Bromeliaceae, endémique de la forêt atlantique (mata atlântica en portugais) au Brésil.